# Габоро
Нинос Мозес Хури (англ. Ninos Moses Khouri; 20 декабря 2000, Hageby, Швеция — 19 декабря 2024, Норрчёпинг, Швеция), наиболее известен под псевдонимом Gaboro (рус. Габоро) — шведский рэпер и автор песен.  

## Биография
Родился 20 декабря 2000 года в Hageby Швеции.
Занимался музыкой много лет, но официальным стартом музыкальной карьеры стал 2022 год, так как дебютировал с песней «Bogota», которая в Spotify была проиграна свыше 8   миллионов раз. Также благодаря социальной сети TikTok, песни рэпера «BROWSKI» и «SUAVEMENTE» активно стали одними из самых популярных в нём.
Рэпер скрывал свою личность, в том числе лицо, на котором всегда присутствовали солнцезащитные очки и чёрная маска. Являлся восходящей Хип-хоп фигурой в Швеции по данным источников. Исходя из телеканала TV4, уникальный стиль музыкального исполнителя придал ему дополнительной популярности по мимо песен.
В одном из интервью сообщал, что не любит внимания и предпочитает разделять свою жизнь и музыкальную деятельность, а также рассказал о своём стиле одежды и своих корнях.
Убит 19 декабря 2024 года на 24-м году жизни за день до своего дня рождения на подземной парковке недалеко от Стокгольма. Вооружённый пистолетом киллер снимал расправу на нагрудную камеру. После попадания видеозаписи в интернет, она вызвала широкий резонанс среди поклонников и среди жителей разных стран.

### Музыкальная карьера
Музыкальная карьера началась с выпуска песен. Позже рэпер стал выкладывать свои альбомы. В 2022 году выпустил свой первый EP альбом «WLAK», который достиг 7 места в шведском чарте Sverigetopplistan. В 2023 году последовал второй и единственный полноценный альбом под названием «WLAK 2», который также попадал в чарты своей страны. В 2024 году вышел третий последний EP альбом перед смертью, который называется «RUSH HOUR». Данный альбом также попал в шведские чарты.

## Дискография
- 2022 — WLAK (EP).
- 2023 — WLAK 2 (альбом).
- 2024 — RUSH HOUR (EP).